# Ulica Żelazna we Wrocławiu

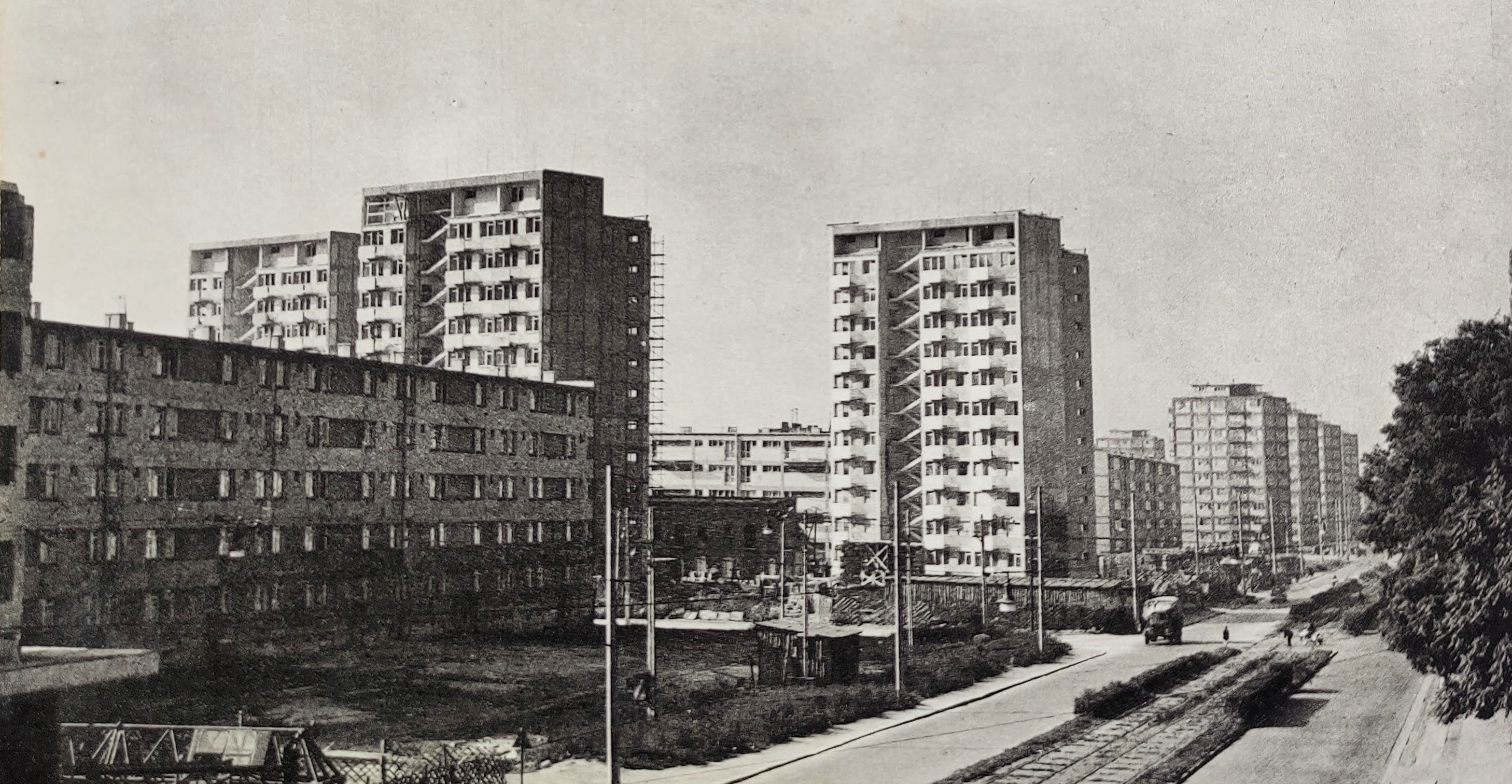
Budowa osiedla Gajowice przy skrzyżowaniu ul. Żelaznej z Grabiszyńską

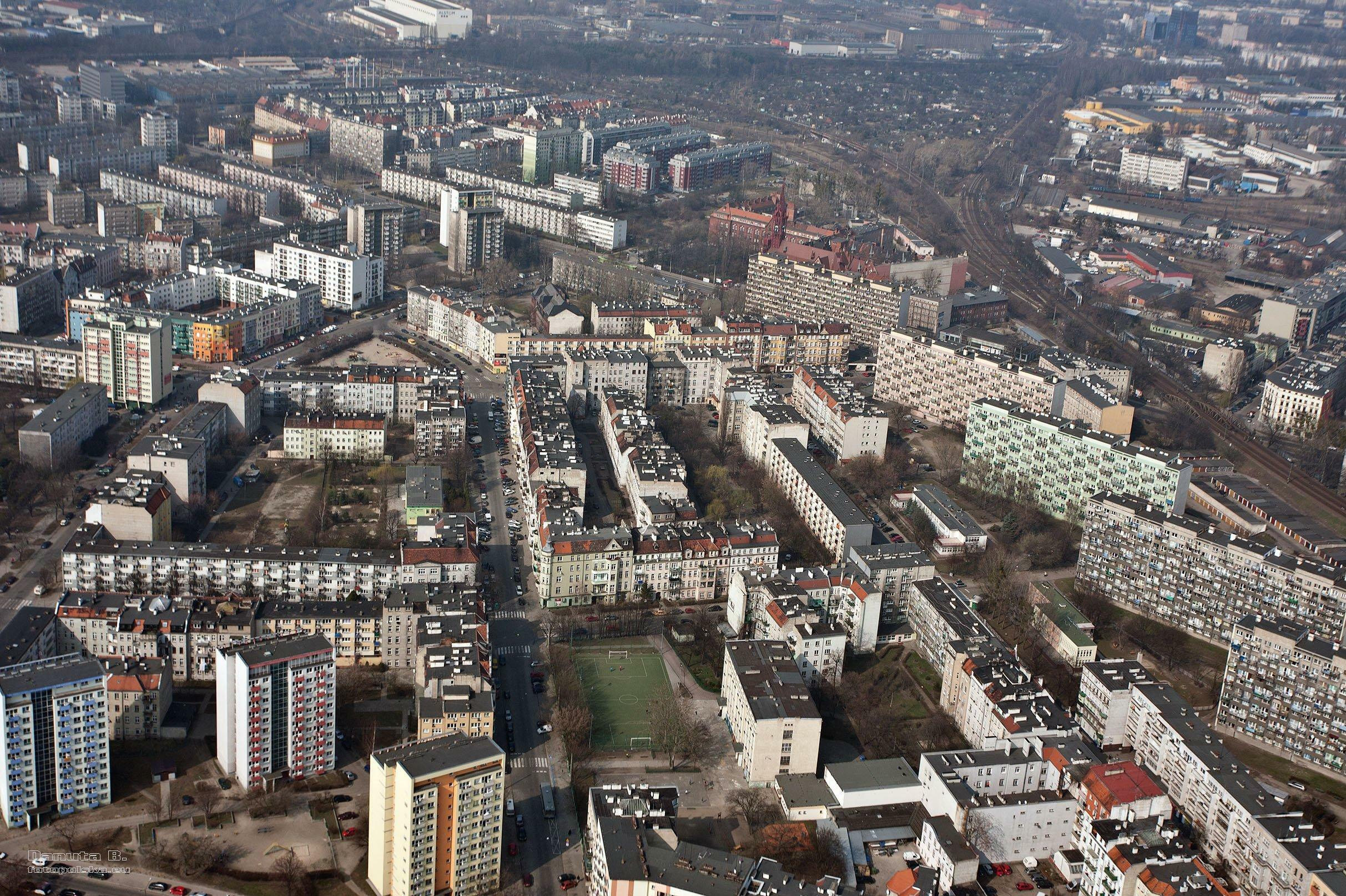
Gajowice

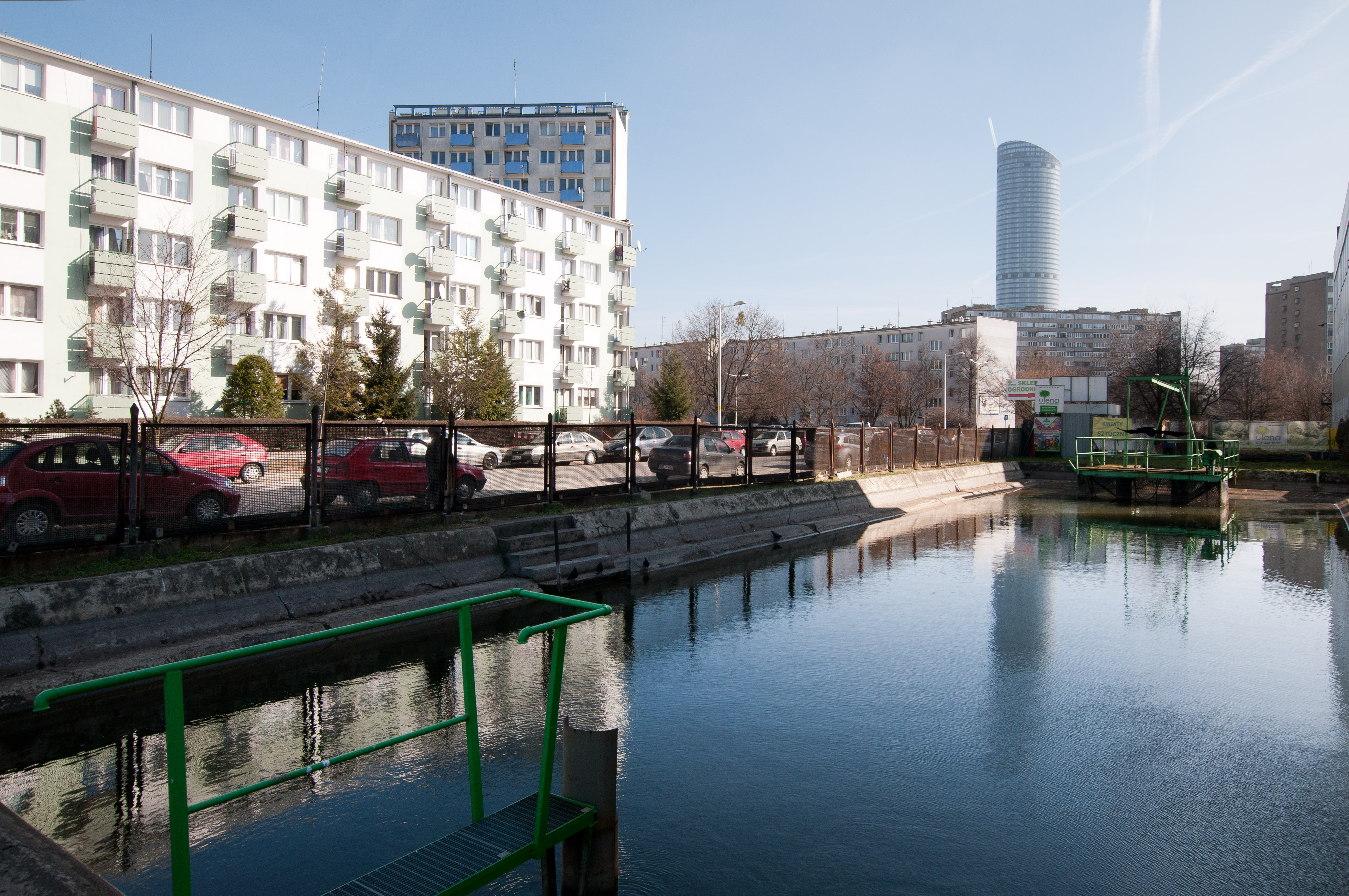
Żelazna 30, basen pożarowy

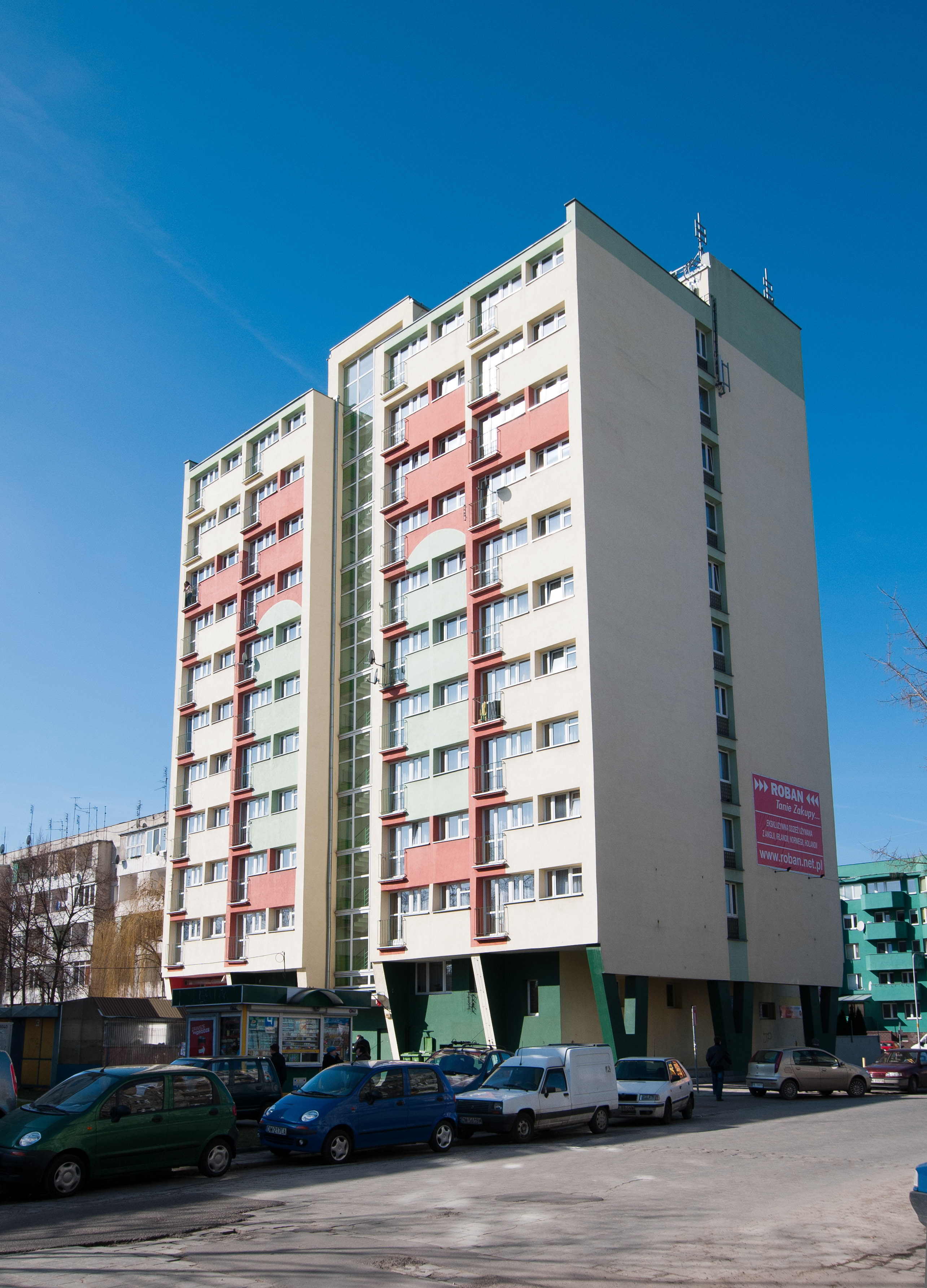
Żelazna 46

Ulica Żelazna – ulica położona we Wrocławiu, łącząca plac Ludwika Hirszfelda z ulicą Grabiszyńską, na osiedlu Powstańców Śląskich w dawnej dzielnicy Krzyki (odcinek od placu Ludwika Hirszfelda do ulicy Gajowickiej) oraz na osiedlu Gajowice, w dawnej dzielnicy Fabryczna (odcinek od ulicy Gajowickiej do ulicy Grabiszyńskiej). Ulica ma 913 m długości. Ponadto do ulicy przypisany jest łącznik o długości 202 m.

## Historia
Współczesne ukształtowanie ulicy w jej początkowym biegu związane jest z realizacją planu regulacyjnego z 1882 r. opracowanego przez Alexandra Kaumanna i A. Hofmanna. Plan ten stanowił podstawę utworzenia placu Ludwika Hirszfelda w kształcie prostokąta o wymiarach około 140 × 120 m, z dwoma zieleńcami rozdzielonymi ulicą Zaporowską oraz wybiegającymi z naroży tak ukształtowanego placu ulicami: Żelazną, Tadeusza Zielińskiego, oraz Kruczą. W rejonie ulicy Żelaznej od lat 90. XIX wieku do początku XX wieku wybudowano kamienice czynszowe. Zniszczenia powstałe w wyniku prowadzonych działań wojennych podczas oblężenia Wrocławia z 1945 r. sprawiły, iż nie zachowała się otaczająca plac i ulicę Żelazną zabudowa. W latach 60. XX wieku (do 1968 roku) zbudowano tu czteropiętrowe bloki mieszkalne oraz bloki osiedla „Celina” z lat 1964–1974. A w latach 1972–1974 według projektu Leszka Tumanowicza w miejscu skwerów powstał 10-piętrowy blok mieszkalny z budynkiem handlowo-usługowym, częściowo nadwieszonym nad ulicą Zaporowską (nadwieszenie zostało zlikwidowane w 2006 roku).
Dalszy odcinek ulicy przeciął istniejącą już ówcześnie drogę, po śladzie której przebiega współczesna ulica Gajowicka. Droga ta istniała już od średniowiecza prowadziła i prowadziła do polskiej wsi Gajowice/Gayouice. Obszar ten już jako osiedle został włączony do miasta w 1868 r. Zniszczony podczas wojny obszar Gajowic w latach 60. XX wieku stał się miejscem największej inwestycja mieszkaniowa w powojennej historii miasta.
Pomiędzy kamienicami wybudowanymi wokół kwartału otoczonego ulicami Gabitzstraße, Opitzstraße, Yorckstraße i Herder Straße (Gajowicka, Żelazna, Jemiołowa i Grochowa) zbudowano lokalną elektrownię, która zasilała prądem stałym tutejszą dzielnicę. W czasie II wojny światowej większość kamienic uległa zniszczeniu. W kwartale tym zachował się jedynie budynek bursy (Gerhart Hauptmann Oberrealschule) z lat 1916–1920 przy ulicy Jemiołowej 46-48. W 1968 roku, w tej lokalizacji (pod współczesnym adresem Gajowicka 95) utworzono Międzynarodowe Laboratorium Silnych Pól Magnetycznych i Niskich Temperatur, w 2017 r. zlikwidowane i włączone w struktury Instytutu Niskich Temperatur i Badań Strukturalnych im. Włodzimierza Trzebiatowskiego Polskiej Akademii Nauk  .
Rejon Icchaka Lejba Pereca ukształtowany został według projektu z 1895 r. Sam plac wytyczony został w 1903 r. z zieleńcem. W latach 1907–1908 zbudowano przy placu Pereca 3 dom dla dzieci z rodzin ubogich i patologicznych (Związek dla Wychowania Dzieci Żydowskich Wymagających Opieki założony w 1889 r.) – sierociniec, z bożnicą, a po I wojnie od 1921 r. powszechna szkoła żydowska. Po przejęciu władzy przez nazistów w związku z wprowadzeniem zakazu przyjmowania uczniów żydowskich do szkół powszechnych, powstała tu szkoła powszechna i średnia dla dzieci żydowskich. Po zakończeniu II wojny światowej w budynku tym uruchomiono szkołę podstawową. Współczesny adres budynku to ul. Żelazna 57.
Zabudowa Gajowic również uległa w dużej części zniszczeniom wojennym. W latach 60. i 70. XX wieku nastąpiła odbudowa w ramach szerszego przedsięwzięcia obejmującego osiedle Gajowice. Powstałą wówczas większość zabudowy przy ulicy Żelaznej przy odcinku przebiegającym w ramach tego osiedla. W 1964 r. (lub 1966 r.) zbudowano przy ulicy Żelaznej 46 wieżowiec (róg ulicy Żelaznej i ulicy Icchaka Lejba Pereca) projektu M. Kiełczewskiej. Funkcjonował tu między innymi hotel wojskowy, hotel/internat dla sportowców klubu WKS Śląsk Wrocław, później (po przejęciu budynku w 1996 r.) internat dla żołnierzy należący do Wojskowej Agencji Mieszkaniowej. W latach 80. XX wieku na parterze z tarasem działała kawiarnia "Celina" . Osiedle położone w rejonie ulicy Grabiszyńskiej zbudowano w miejscu zniszczonej w 80% zabudowy przedwojennej, która powstała po 1860 r. Sama ulica Grabiszyńska w tym rejonie została poszerzona. Zabudowa pochodzi głównie z lat 60. XX wieku. Tu powstały pierwsze domy 10-piętrowe.
Plac Icchaka Lejba Pereca (wraz z ulicami Icchaka Lejba Pereca, Żelazną i najbliższą okolicą) był miejscem licznych demonstracji i starć z milicją w latach 80. XX. Funkcjonowało ówcześnie potoczne określenie wobec placu i jego otoczenia: Gaz plac, odnoszące się do gazu łzawiącego używanego przez milicję do rozpędzania demonstrantów. Pierwsze manifestacje w okolicy miały miejsce 13.VI.; zbudowano barykady, a w starciach rannych było 21 funkcjonariuszy milicji, zatrzymano 123 osoby. Kolejna demonstracja miała miejsce 28.VI. podczas której zatrzymano 257 osób. Największe manifestacje we Wrocławiu miały miejsce 31.VIII. w tym między innymi w okolicach Placu Icchaka Lejba Pereca. W ich trakcie doszło do zamieszek i walk z ZOMO, ORMO i żołnierzami kompanii desantowo-szturmowej .
Wolny od zabudowy kwartał pomiędzy ulicami Żelazną, Pereca, Ołowianą i drogą wewnętrzną został w latach 1992–1995 zabudowany zespołem mieszkalno-usługowym według projektu architektów: Wojciecha Jarząbek, P. Spychały i E. Wróblewskiej. Wcześniej plac wykorzystywany był jako parking, miejsce dla przyjeżdżających do miasta wesołych miasteczek i cyrków, ulicznego handlu choinkami itp. Później powstał kolejny budynek przy ulicy Żelaznej 54-56 z lokalem handlowym w parterze i w ramach działek obu opisanych inwestycji z otwartym ciągiem pieszym łączącym ulicę Żelazną z ulicą Ołowianą, w linii jezdni placu Icchaka Lejba Pereca i ulicy Kłośnej.

## Nazwy
W swojej historii ulica nosiła następujące nazwy:
- Opitzstrasse, do 1946 r.[15]
- Żelazna, od 1946 r.[5][15].

Nazwa niemiecka ulicy Opitzstasse upamiętniała Martina Opitz von Boberfeld, urodzonego 23.12.1597 r, w Bolesławcu, zmarłego 20.08.1639 r. w Gdańsku, pisarza i poetę śląskiego, autora poetyki Buch von der deutschen Poeterey z 1624 r.. Współczesna nazwa ulicy została nadana przez Zarząd Wrocławia i ogłoszona w okólniku nr 12 z 7.03.1946 r..
Łącznik do ulicy Grochowej nosił następujące nazwy:
- Sprudelstrasse, do 1948 r.[30]
- Karasia, od 1948 r. do 1978 r.[30]
- bez nazwy, od 1978 r. – likwidacja ulicy[a][30].

## Układ drogowy
Do ulicy Żelaznej przypisana jest droga gminna o długości 913 m (numer drogi 105823D, numer ewidencyjny drogi G1058230264011), klasy lokalnej, oraz droga wewnętrzna – łącznik z ulicą Grochową – o długości 202 m.
Ulica łączy się z następującymi drogami publicznymi, kołowymi:
| droga                                                                          | foto |
| ------------------------------------------------------------------------------ | ---- |
| plac Ludwika Hirszfelda i dalej ulica Zaporoska oraz Tadeusza Zielińskiego     |      |
| ulica Gajowicka                                                                |      |
| ulica Skwierzyńska                                                             |      |
| ulica Jemiołowa                                                                |      |
| łącznik w ramach ulicy Icchaka Lejba Pereca do ulicy Szczęśliwej               |      |
| ulica Icchaka Lejba Pereca                                                     |      |
| plac Icchaka Lejba Pereca                                                      |      |
| ulica Oporowska                                                                |      |
| ulica Grabiszyńska, klasy głównej, sygnalizacja świetlna, torowisko tramwajowe |      |

Ulica położona jest na działkach ewidencyjnych o łącznej powierzchni 23 013 m², wg poniższego zestawienia:
| numer                           | powierzchnia                                       | zagospodarowanie                       | foto |
| ------------------------------- | -------------------------------------------------- | -------------------------------------- | ---- |
| nr 35, AM-22, obręb Południe    | 2439 m²                                            | droga gminna                           |      |
| nr 12/2, AM-13, obręb Grabiszyn | 17 059 m2 szerokość pasa drogowego od 20 do 26,5 m | droga gminna                           |      |
| nr 47/4, AM-13, obręb Grabiszyn | 367 m²                                             | chodnik, zieleń                        |      |
| nr 16/1, AM-16, obręb Grabiszyn | 1450 m²                                            | chodnik, zieleń                        |      |
| nr 13, AM-16, obręb Grabiszyn   | 1698 m²                                            | łącznik: droga wewnętrzna, ciąg pieszy |      |
| razem powierzchnia: 23 013 m²   |                                                    |                                        |      |

Współcześnie cała ulica znajduje się w strefie ograniczonej prędkości 30 km/h (z wyjątkiem skrzyżowań z ulicą Gajowicką i Grabiszyńską). Ponadto terenem publicznym jest łącznik z ciągiem pieszo-rowerowym do ulicy Grochowej. Przy wieżowcu Żelazna 46 znajduje się stacja roweru miejskiego, a sama ulica jak i przyległe ulice wskazana jest dla ruchu rowerowego. Ponadto wskazuje się tę ulicę jako istotną dla spójności przestrzeni publicznej osiedla.
Przystanek autobusowy przy ulicy Gajowickiej, w pobliżu skrzyżowania z ulicą Żelazną, nosi nazwę "Żelazna".
Do lat 90. XX wieku ulicą Żelazną na odcinku od ulicy Gajowickiej do ulicy Icchaka Lejba Pereca przebiegała linia autobusu pośpiesznego "C" (w jednym kierunku), a przy budynku Żelaza 45-49 znajdował się przystanek w kierunku centrum miasta i dalej Sępolna.

## Zabudowa i zagospodarowanie
W zabudowie ulicy Żelaznej dominują budynki powojenne. Z przedwojennej zabudowy ulicy zachowały się jedynie kamienice pod numerami 37, 43 i 51 oraz budynek szkoły żydowskiej pod numerem 57.
Początkowy odcinek ulicy (od placu Ludwika Hirszfelda do ulicy Gajowickiej) to wolnostojąca zabudowa powojenna. Po stronie północno-wschodniej ulicy znajduje się czteropiętrowy blok mieszkalny przy placu Ludwika Hirszfelda 2-6 oraz dziesięciopiętrowy blok przy ulicy Gajowickiej 72-78. Po południowo-zachodniej zaś stronie zbudowano budynek przeznaczony pod usługi medyczne przy placu Ludwika Hirszfelda 1, kompleks garaży oraz blok mieszkalny przy ulicy Gajowickiej 80-86.
Kolejny odcinek ulicy od ulicy Gajowickiej do ulicy Jemiołowej obejmuje powojenną zabudowę, w tym budynek oświaty (ulica Żelazna 27 / Skwierzyńska 34a) m. in. przedszkole, i budynki mieszkalne: Skwierzyńska 30-50, Skwierzyńska 39 i Żelaza 29-33. Pomiędzy Żelazną 27 a ulicą Gajowicką znajduje się skwer powierzchni 2.023 m² – Zieleniec przy ulicy Gajowickiej. Południowo-zachodnia strona ulicy to obiekty techniczne i naukowe, w tym należące do Instytutu Niskich Temperatur przy ulicy Gajowickiej 95 i Główny Punkt Zasilania przy ulicy Żelaznej 28 (GPZ Żelazna). Dalej przy ulicy Żelaznej 30 znajduje się basen przeciwpożarowy położony na działce o powierzchni 663 m², za którym zbudowano, w miejscu dawnego targowiska przy Jemiołowej, nowy budynek mieszkalno-usługowy (ulica Jemiołowa 42-44). Na odcinku ulicy od GPZ Żelazna do placu Ludwika Hirszfelda, w ulicy przebiega linia wysokiego napięcia 110 kV, biegnąca do GPZ Wieczysta, a na odcinku od GPZ Żelazna do ulicy Jemiołowej przebiega taka sama linia do GPZ Skarbowców.
Po stronie północno-wschodniej odcinka ulicy od ulicy Jemiołowej do ulicy Pereca znajduje się ciąg zabudowy pierzejowej, w ramach której posadowione są zachowane przedwojenne kamienice pod numerami 37, 43 i 51 oraz powojenna zabudowa plombowa. W budynku ostatnim tej pierzei położona jest placówka Poczty Polskiej nr 38 przy ulicy Pereca 26-28. W budynkach przy ulicy Jemiołowej/Żelaznej 35 i Żelaznej 49a, znajdują się przejazdy bramowe do wnętrza międzyblokowego. Dalej za krótkim łącznikiem drogowym znajduje się niewielki skwer. Natomiast po stronie południowo-zachodniej zbudowano przychodnię przy ulicy Żelaznej 34, dalej czteropiętrowy budynek mieszkalny ulica Żelazna 38-44, za nim w głębi budynek edukacji przy ulicy Żelaznej 36 (m.in. żłobek, a następnie społeczne szkoły Amigo: społeczna szkoła podstawowa z oddziałami integracyjnymi oraz społeczne integracyjne liceum ogólnokształcące ) i wieżowiec o dwunastu kondygnacjach stanowiący dominantę dla tej okolicy przy ulicy Żelaznej 46 . Między pasem drogowym a tą zabudową (z wyjątkiem wieżowca) ukształtowano skwery z zielenią parkową i ciągami pieszymi, o powierzchni około 0,14 ha. Po obu stronach ulicy na tym odcinku znajdują się szpalery drzew. Przez wnętrze międzyblokowe przebiega tu łącznik pieszo-rowerowy do ulicy Grochowej przy którym znajdował się basen przeciwpożarowy (rozebrany po 2010 r.) oraz przy którym znajduje się wnętrze z dostępnym terenem zielonym. W końcowym odcinku łącznika przebiega on między terenem przedszkola, ulica Grochowa 15, a terenem V Liceum Ogólnokształcącego im. gen. Jakuba Jasińskiego, ulica Grochowa 13 (przeniesionego do nowych budynków przy ulicy Ślężnej; adres: ul. Jacka Kuronia 14).
Za ulicą Icchaka Lejba Pereca po stronie zachodniej położony jest Zieleniec przy Placu Pereca, w rzucie prostokątnym o kształcie zbliżonym do trójkąta, o boku około 150 m, w ramach którego urządzony jest plac zabaw. Dalej za jezdnią placu położony jest ciąg zabudowy pierzejowej obejmujący budynki Żelazna 55 i plac Icchaka Lejba Pereca 3, 4, 5, za którym rozpościera się teren szkoły przy ulicy Żelaznej 57. Zabudowę ulicy po tej stronie zamyka ściana szczytowa czteropiętrowego budynku położonego przy ulicy Grabiszyńskiej 98-106. Przed nim znajduje się droga wewnętrzna z parkingiem i teren zieleni. W tej części obowiązują szpalery drzew zarówno przy ulicy jak i na terenach przyległych. Po stronie wschodniej zaś znajduje się zespół zabudowany mieszkalno-usługowej, w tym budynki Żelazna 48-52, dalej budynek mieszkalno-usługowy Żelazna 54-56, a za ulicą Oporowską punktowce Żelazna 76, 78 i Grabiszyńska 108. Za tą zabudową, za linią równoległej do ulicy Żelaznej – ulicy Ołowianej (w znacznej odległości od ulicy Żelaznej) zbudowano parawanowy budynek mieszkalno-usługowy o adresach Żelazna 58-74, z przejściem i przejazdem bramowym w ciągu ulicy Oporowskiej.
Ulica przebiega przez teren o wysokości bezwzględnej od 118,5 do 120,1 m n.p.m..

## Zieleń urządzona
Przy ulicy znajdują się następujące tereny zieleni urządzonej:
| Obiekt | Powierzchnia | foto |
| --- | ------------ | ---- |
| Zieleniec przy ulicy Gajowickiej                                                                                               | 2023 m²      |      |
| Zieleń międzyblokowa przy ul. Żelaznej                                                                                         | 9384 m²      |      |
| skwer z zielenią parkową i ciągami pieszymi                                                                                    | 1400 m²      |      |
| teren zielony we wnętrzu międzyblokowym z ciągiem pieszo-rowerowym tzw. "Zieleń międzyblokowa przy ul. Pereca i ul. Grochowej" | 4411 m²      |      |
| skwer przy ulicy Pereca tzw. "Ogród Pereca" – park kieszonkowy                                                                 | brak danych  |      |
| Zieleniec przy Placu Pereca, z placem zabaw                                                                                    | 2496 m²      |      |
| "Zieleń międzyblokowa przy ul. Grabiszyńskiej i ul. Żelaznej"                                                                  | 8060 m²      |      |
| teren zieleni parkowej przy budynku ul. Grabiszyńska 98-106                                                                    | brak danych  |      |

Oprócz wyżej wymienionych obszarów zieleni przy ulicy i jej otoczeniu wskazano wymóg tworzenia szpalerów drzew:
1. prostopadle do ulicy wzdłuż Zieleńca przy ulicy Gajowickiej[99]
2. prostopadle do ulicy po obu stronach ulicy Skwierzyńskiej w ramach pasa drogowego w formie alei[100]
3. wzdłuż ulicy po obu jej stronach w ramach pasa drogowego na odcinku od ulicy Skwierzyńskiej do ulicy Jemiołowej w formie alei[101]
4. wzdłuż ulicy po obu jej stronach w ramach pasa drogowego na odcinku od ulicy Jemiołowej do ulicy Pereca w formie alei[101][61]
5. prostopadle do ulicy wzdłuż skweru w ramach ulicy Pereca[102]
6. wzdłuż wszystkich boków Zieleńca przy placu Pereca[103]
7. wzdłuż ulicy po jej wschodniej stronie w ramach pasa drogowego na odcinku od placu Pereca do ulicy Grabiszyńskiej[104]
8. prostopadle do ulicy wzdłuż północnego ogrodzenia szkoły przy ulicy Żelaznej 57[105]
9. prostopadle do ulicy dwa szpalery wzdłuż ulicy Grabiszyńskiej przed budynkiem 98-106[106]

## Demografia
Ulica przebiega przez kilka rejonów statystycznych o wysokim stopniu zaludnienia przy czym dane pochodzą z 31.12.2019 r.
| Rejon statystyczny nr | Ilość osób zameldowanych | Gęstość zaludnienia [lud./km²] | położenie                                     |
| --------------------- | ------------------------ | ------------------------------ | --------------------------------------------- |
| 931490                | 935                      | 15840                          | pl. Hirszfelda, cz. południowa                |
| 931460                | 695                      | 6385                           | pl. Hirszfelda, cz. północna                  |
| 931450                | 426                      | 12173                          | ul. Żelazna/Gajowicka, cz. północna           |
| 931470                | 723                      | 64129                          | ul. Żelazna/Gajowicka, cz. południowa         |
| 930790                | 750                      | 8818                           | ul. Żelazna/Skwierzyńska                      |
| 930780                | 713                      | 26288                          | ul. Żelazna/Jemiołowa, cz. północna           |
| 930810                | 546                      | 8692                           | ul. Żelazna/Jemiołowa/Pereca, cz. pd-zach.    |
| 930770                | 654                      | 21631                          | ul. Żelazna/Pereca i pl. Pereca, cz. pn-wsch. |
| 930800                | 1413                     | 17947                          | ul. Żelazna/Pereca/Oporowska, cz. pd-zach.    |
| 930700                | 654                      | 25926                          | ul. Żelazna/Grabiszyńska, cz. zachodnia       |
| 930710                | 706                      | 30802                          | ul. Żelazna/Grabiszyńska, cz. wschodnia       |

## Ochrona i zabytki
Część Gajowic, dla której uchwalono miejscowy plan zagospodarowania przestrzennego, podlega ochronie konserwatorskiej. Jej przedmiotem są między innymi historyczne założenie urbanistyczne Gajowice oraz obiekty ujęte w ewidencji zabytków. Również dla całej wymienionej części wyznaczono obszar rehabilitacji i obszar wymagający przekształceń w granicach obowiązującego planu. Inną formą ochrony walorów widokowych w rejonie skrzyżowania ulicy Żelaznej i ulicy oraz placu Icchaka Lejba Pereca jest – w ramach programu Osiedla kompletne – wskazanie konieczności pielęgnacji lokalnego dziedzictwa z tytułu wyróżniających się elewacji otaczających ten teren kamienic
Przy ulicy i w najbliższym sąsiedztwie znajdują się następujące zabytki i inne obiekty historyczne:
| obiekt, położenie | powstanie, nr rej.        | fotografia |
| --- | ------------------------- | ---------- |
| strona północno-wschodnia |                           |            |
| Kamienica, ulica Żelazna 37 | około 1910 r., inny       |            |
| Kamienica, ulica Żelazna 43 | około 1910 r., inny       |            |
| Kamienica, ulica Żelazna 51 | około 1905–1910 r., inny  |            |
| Budynek Gminy Żydowskiej dla dzieci potrzebujących pomocy (lata 1929-1939 powszechna szkoła żydowska, lata 1946-1949 podstawowa szkoła żydowska, obecnie przedszkole, ulica Żelazna 57 | lata 1907-1908, mpzp, gez |            |

## Osiedle kompletne
Ulica Żelazna na całej swej długości przebiega przez obszar tzw. osiedla kompletnego – Śródmieście Południowe – wskazanego przez urbanistów. W ramach standardów określonych w tym projekcie wyznaczono kierunki rozwoju tego obszaru, także na podstawie konsultacji społecznych, a ich realizacja oparta jest na Wytycznych przestrzennych na rzecz osiedli kompletnych . Dla obszarów i elementów zagospodarowania związanych z ulicą Żelazna wskazano między innymi na takie elementy jak lokalne centrum przy skrzyżowaniu z ulicą Icchaka Lejba Pereca, obejmujące także plac, jak również dla tego obszaru ochronę walorów widokowych związanych w wyróżniającymi się elewacjami kamienic, czy kreacji miejsca spotkań i wypoczynku związanych między innymi z atrakcyjną zielenią i placem zabaw dla obu położonych tu zieleńców.

## Baza TERYT
Dane Głównego Urzędu Statystycznego z bazy TERYT, spis ulic (ULIC):
- województwo: DOLNOŚLĄSKIE (02)
- powiat: Wrocław (0264)
- gmina/dzielnica/delegatura: Wrocław (0264011) gmina miejska
- Miejscowość podstawowa: Wrocław (0986283) miasto
- Nazwa ulicy: ul. Żelazna (26433).